# 松川勉
松川 勉（まつかわ つとむ、1943年12月12日 - ）は、日本の元俳優。本名同じ。
東京都出身。身長172cm、体重62kg。慶應義塾大学法学部法律学科卒業。オフィスC&Pに所属していた。

## 人物
高校時代よりアルバイトでモデルとして活動。1962年、松竹の社員にスカウトされ、1963年公開の松竹映画『歌え若人達』で主演デビュー。大学3年時に正式に芸能界入りを決意して俳優座養成所に第16期生として入る。
1967年の養成所卒業後は、作家の三島由紀夫率いる浪曼劇場に所属し、『三原色』で初舞台。舞台公演以外にも、数々の映画、テレビドラマで活躍した。
テレビドラマでは、1967年の『文五捕物絵図』（NHK）で文五の配下となって協力する大工の三次役でレギュラー出演。当時の紹介記事では「持ち前のファイトで、スタッフからの評判も良い」と紹介されている。
1969年のテレビドラマ『オレとシャム猫』（TBS）に、それまで主演を務めていた石坂浩二が、NHK大河ドラマ『天と地と』出演などで多忙となったため、第10話「野獣暁に死す」より主役の深尾龍太役でレギュラー出演。当時の紹介記事では「これまで好青年役が多かったので、初の主演でアクション作品なので張り切っています」と述べている。
1972年のNTV『火曜日の女』の一編である「ホーム・スイート・ホーム」に、小林昭二を助ける若手刑事・松村透役で出演。本作の紹介記事の中で「小林さんとのコンビネーションが画面に出ればと思ってます」と述べている。
1973年の特撮テレビドラマ『ジャンボーグA』（毎日放送）では、地球パトロール隊・PATの浜田守隊員（→後に隊長に昇格）役でレギュラー出演した。
趣味は、テニス、水上スキー、ギター。好きな俳優に、芥川比呂志とジェーン・フォンダを挙げている。

## 出演

### テレビドラマ
- 木下恵介劇場 / 記念樹（1966年、TBS） - 一郎
- あゝ同期の桜 第19話「新しき日を生きよ」（1967年、NET）
- 文五捕物絵図（1967年 - 1968年、NHK） - 三次
- でっかい青春 第19話「息子一匹」（1968年、NTV） - 島田太一
- オレとシャム猫 第10話「野獣暁に死す」 - 第24話「お願い！愛して」（1969年、TBS） - 深尾竜太
- 風の中を行く（1969年、NTV） - 矢島
- 無用ノ介 第17話「夏の終わり 無用ノ介はひとり」（1969年、NTV） - 京死郎
- 新・日本任侠伝 / 伊那の勘太郎（1969年、NET）
- 東京バイパス指令 第54話「殺るか殺られるか」（1969年、NTV）
- おんなの劇場 春の雪（1970年、CX） - 洞院宮治典王
- 右門捕物帖 第14話「初祝い十四番手柄」（1970年、NTV）
- 新平四郎危機一発 第19話「地獄への逃亡」（1970年、TBS）
- プレイガール 第59話「妻は外で何をしていた?」（1970年、東京12ch）- 文男
- 大江戸捜査網（東京12ch）
  - 第13話「白い肌の誘惑」（1970年）
  - 第145話「無宿人仁義」（1974年） - 冬吉
  - 第472話「悪夢に怯える女」（1980年）
- 鬼平犯科帳 第6話「おしげ」（1971年、NET） - 宗助
- ザ・ガードマン 第337話「奥さんがよろめく時 殺人が起る」（1971年、TBS）
- 夫婦学校 第22話「がんばれ駐在さん!」（1972年、NTV） - 田辺伸司
- 火曜日の女 / ホーム・スイート・ホーム（1972年、NTV） - 松村透
- 地獄の辰捕物控 第18話「蘭の花は血の中に咲く」（1972年、NET） - 小平次
- 荒野の素浪人 第47話「待ち伏せ 赤岩谷の竹槍隊」（1972年、NET） - 久作
- キイハンター（TBS）
  - 第243話「情無用! 人殺しの神様」（1972年）
  - 第246話「墓場へ走れ! 男と女」（1972年） - ビル米倉
  - 第259話「情無用のライセンス」（1973年） - 早坂真也
- ジャンボーグA 第1話「エメラルド星からの贈り物」 - 第31話「氷の地獄へつっ走れ!」（1973年、MBS） - 浜田守
- 荒野の用心棒（1973年、NET）
  - 第15話「賞金首に群狼が吠えて…」
  - 第23話「叛逆砦に陽はまた昇り…」 - 弥五
- 雑居時代 第12話「すり変わった見合い写真」（1973年、NTV） - 坪井幸彦
- 百年目の恋（1973年 - 1974年、YTV） - 森山
- 非情のライセンス 第48話「兇悪のサンバ」（1974年、NET） - 佐川
- アイフル大作戦 第50話「殺人鬼と棲む女」（1974年、TBS）
- 白い牙（1974年、NTV） - 村木
- バーディー大作戦（TBS）
  - 第9話「怪談 死を招く超能力の女」（1974年）
  - 第26話「燃えよ! ドラゴン日本上陸」（1974年）
  - 第52話「豚の生体実験式」（1975年） - 白鳥健一
- 銭形平次 第453話「過去の重さ」（1975年、CX） - 鶴吉
- 玄海の女（1975年、CX） - 速水数馬
- 同心部屋御用帳 江戸の旋風 第20話「怪談・鈴をふる女」（1975年、CX） - 喜平
- 俺たちの旅（1975年 - 1976年、NTV） - 矢沢隆行
- 太陽にほえろ! 第199話「女相続人」（1976年、NTV） - 南郷義隆
- 白い秘密（1976年 - 1977年、TBS） - 小泉医師
- 快傑ズバット 第18話「危うし! シャボン玉の恋」（1977年、東京12ch） - 栗須伸 / 黒ひげ
- 少年ドラマシリーズ / 赤い月（1977年、NHK） - 中村先生
- 水戸黄門 第9部 第24話「弟思いの一番勝負 -川越-」（1979年、TBS） - 桜田要助
- 土曜ワイド劇場 / 化けた花嫁（1980年、ANB）

### 映画
- 歌え若人達（1963年、松竹） - 主演・森康彦
- 死闘の伝説（1963年、松竹） - 園部範雄
- 香華（1964年、松竹）
- 囁きのジョー（1967年、松竹） - マックス・ホールの常連A
- でんきくらげ　可愛い悪魔（1970年、大映） - 兵藤正男
- 音楽（1972年、ATG） - 花井
- 夜の禁猟区（1973年、日活） - 上条力也
- さえてるやつら（1973年、東宝） - 佐野先生
- 学生やくざ（1974年、東映） - 尾関剛二
- 西陣心中（1977年、ATG） - 水川隆夫

### 舞台
- 三原色（1967年、浪曼劇場）
- 若きハイデルベルヒ（1968年、浪曼劇場） - 学生ペーター
- スラヴィークの夕食（1968年、アンダーグラウンド蠍座）
- 黒蜥蜴（1968年、浪曼劇場） - 警官B
- 皇女フェドラ（1969年、浪曼劇場）
- 15の未来派の作品（1969年、アートシアター新宿文化）